# Veratrum californicum
Veratrum californicum là một loài thực vật có hoa trong họ Melanthiaceae. Loài này được Durand miêu tả khoa học đầu tiên năm 1855.